# ألفرد أرنولد
ألفرد أرنولد (بالألمانية: Alfred Arnold) (و. 1888 – 1960 م) هو سياسي، من ألمانيا، كان عضوًا في الحزب النازيكان عضوًا في شوتزشتافل، توفي في اينغلفينغل، عن عمر يناهز 72 عاماً.

## مناصب
تولى منصب عضو مجلس النواب الألماني من ألمانيا النازية.